# Mossega com puguis
Mossega com puguis (títol original: Dracula: Dead and Loving It) és una pel·lícula còmica de terror franco-estatunidenca dirigida per Mel Brooks i protagonitzada per Leslie Nielsen. El film està basat en la novel·la de Bram Stoker. Ha estat doblada al català.

## Argument
Dràcula abandona el seu vell castell de Transsilvània i es trasllada a Londres a la recerca de sang fresca. El seu apetit es despertarà quan conegui a la promesa i a la germana d'un notari.
Es tracta d'una parodia de film de vampirs protagonitzat per Leslie Nielsen en el paper de Dràcula, Peter MacNicol en el de Renfield i Mel Brooks en el del professor Van Helsing. S'hi reconeix igualment l'actriu Anne Bancroft (madame Brooks a la ciutat) en el petit paper de la bohèmia.

## Repartiment
- Leslie Nielsen: Comte Dracula
- Peter MacNicol: Thomas Renfield
- Steven Weber: Jonathan Harker
- Amy Yasbeck: Mina Murray
- Lysette Anthony: Lucy Westenra
- Harvey Korman: Dr. Jack Seward
- Mel Brooks: Dr. Abraham Van Helsing
- Clive Revill: Sykes
- Anne Bancroft: Sra. Ouspenskaya
- David DeLuise: un estudiant en pràctiques
- Mike Connors :un estudiant en pràctiques
- Megan Cavanagh: Essie
- Mark Blankfield: Martin
- Gregg Binkley: Woodbridge
- Chuck McCann: el alberguista
- Matthew Porretta: el tinent al ball
- Avery Schreiber: un camperol sobre el sofà

## Al voltant de la pel·lícula
- Aprofitant-se manifestament de l'èxit de l'adaptació de Francis Ford Coppola el 1992 de la novel·la Dracula de Bram Stoker, Mel Brooks realitza un pastitx còmic relacionat estranyament amb el film Dracula de 1931 (un clàssic). Alguns diàlegs originals d'aquesta adaptació són fins i tot aquí agafats. El paper de Leslie Nielsen evoca d'altra banda menys el de Gary Oldman o Christopher Lee que el de Bela Lugosi que roda regularment en forma de burla.
- És l'últim film que Mel Brooks va dirigir.[3]
- Crítica: "Típica paròdia dirigida per Mel Brooks a partir de l'èxit de torn, en aquest cas la versió de "Drácula" signada per Coppola. Aburrideta"[4]